# Nature Methods
Nature Methods è una rivista scientifica mensile sottoposta a revisione paritaria, che tratta le nuove tecniche scientifiche. Fondata nel 2004, è pubblicata dalla Springer Nature sotto il marchio della Nature Portfolio.
Come altre riviste afferenti a Nature, non ha un comitato editoriale esterno e le decisioni editoriali sono prese da un team interno; tuttavia, la revisione paritaria è effettuata da esperti esterni.
Il caporedattore è Allison Doerr.
La rivista pubblica articoli su metodi innovativi e miglioramenti significativi di metodi già consolidati nel campo delle scienze della vita. Si rivolge a un vasto pubblico interdisciplinare nel settore industriale e scientifico.
Ogni anno, la rivista evidenzia come "Metodo dell'anno" un campo di ricerca, un approccio o una tecnica che ha permesso recenti e importanti progressi nella ricerca nel campo delle scienze della vita. I metodi premiati sono stati:
- 2007: sequenziamento del DNA di seconda generazione;
- 2008: microscopia a fluorescenza ad alta risoluzione;
- 2009: cellule staminali;pluripotenti indotte;
- 2010: optogenetica;
- 2011: editing genomico;
- 2012: spettrometria di massa delle proteine;
- 2013: sequenziamento del DNA di terza generazione;
- 2014: microscopia a disco di luce;
- 2015: cryo-EM;
- 2016: analisi dell'epitranscriptoma;[3]
- 2017: organoidi.[4]

Secondo il Journal Citation Reports, nel 2021 la rivista ha ricevuto un fattore di impatto pari a 47,990, classificandosi al primo posto nella categoria "Metodi di ricerca biochimica".